# Joe Dolan
Joseph Francis Robert Dolan (ur. 16 października 1939, zm. 26 grudnia 2007) – irlandzki piosenkarz muzyki pop.

## Kariera
Na początku lat sześćdziesiątych Dolan i jego brat dołączyli do zespołu "Dryfter". W 1969 roku nagrał swój największy przebój "Make Me An Island". Przebój ten zajął 3. miejsce w Wielkiej Brytanii i 1. miejsce w 14 innych krajach Europy. Był bardzo popularny w Irlandii i wśród Irlandczyków mieszkających za granicą w latach 1964–1980. Był pierwszym piosenkarzem muzyki pop który zaśpiewał w ZSRR. W 1997 roku nagrał ponownie przebój „Good Looking Woman", który został numerem 1 w Irlandii. W latach 1998–1999 nagrał dwa albumy, będące składanką piosenek zespołów Blur, Oasis, U2 i Bruce Springsteen.

## Śmierć
W dniu 16 grudnia 2007 roku na pierwszej stronie dziennika The Sunday Times ukazała się informacja o odwołaniu bożonarodzeniowych koncertów. W dniu 26 grudnia trafił do Mater Private Hospital. Zmarł około godziny 15:00 na skutek wylewu krwi do mózgu.

## Największe hity

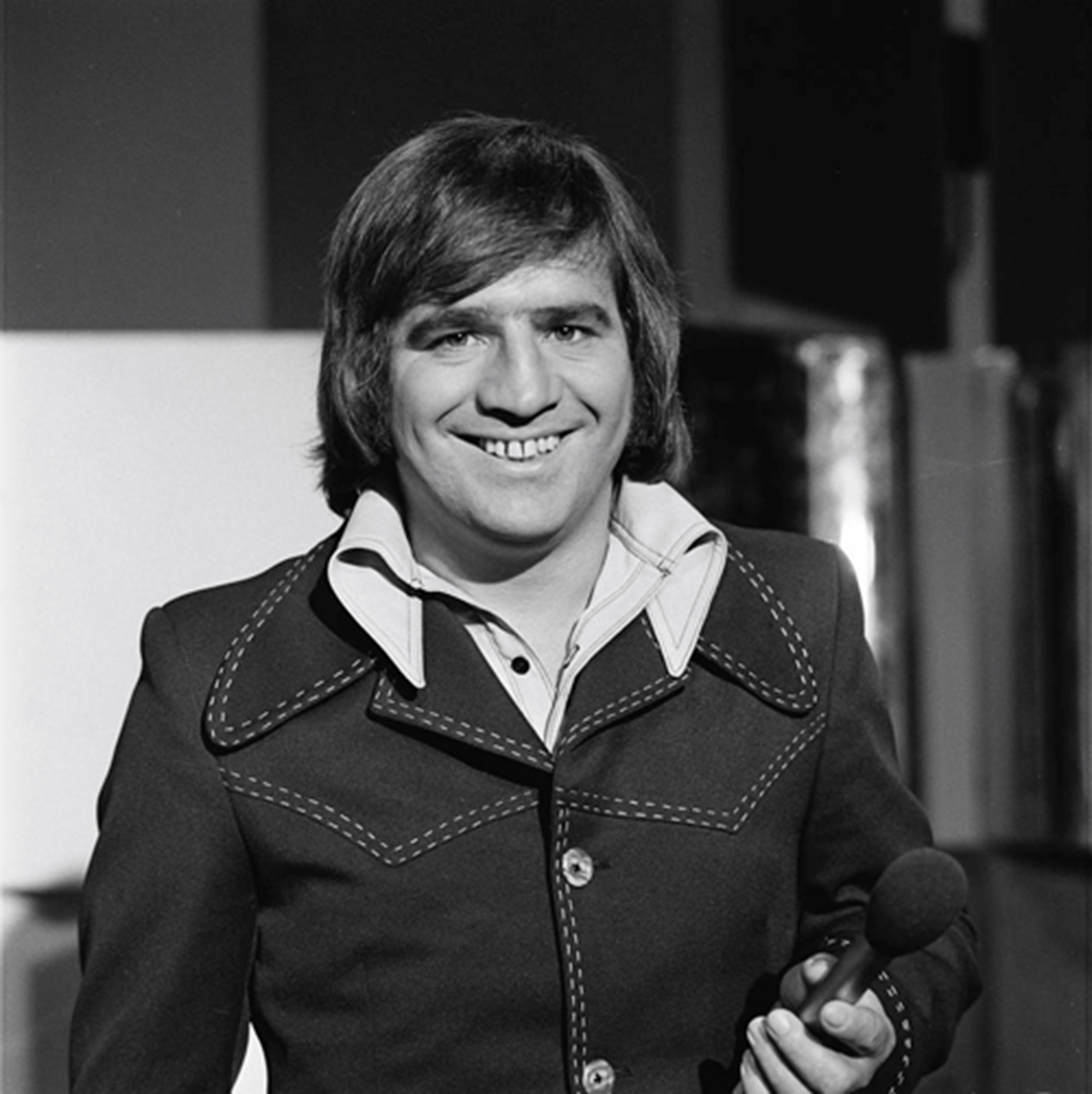
Joe Dolan (1975)

- 1965: "I Love You More and More Everyday"
- 1967: "The House With the Whitewashed Gable"
- 1968: "The Westmeath Bachelor"
- 1969: "Make Me An Island"
- 1970: "You're Such a Good Looking Woman"
- 1975: "Lady in Blue" / "My Darling Michelle"
- 1976: "Sister Mary" Duet with Kelly Marie -no:2 Ireland
- 1976: "You belong to me"
- 1977: "I Need You"